# Santiago Baños
Santiago Baños (* 28. Juni 1976 in Mexiko-Stadt) ist ein mexikanischer Fußballtrainer und ehemaliger -spieler, der meistens auf der Position des Verteidigers agierte. In seiner ersten Saison 1995/96 gewann er mit Necaxa die mexikanische Meisterschaft.

## Leben
Sein Debüt in der mexikanischen Primera División absolvierte Baños am 11. September 1995 in einem Heimspiel der Necaxistas gegen die Tiburones Rojos Veracruz, das mit 1:0 gewonnen wurde. Trotz seiner insgesamt elf Einsätze in der Meistersaison 1995/96 konnte er seinen Platz in der ersten Mannschaft des Club Necaxa nicht behalten und spielte erst ab Sommer 2002 wieder in der ersten Liga; diesmal bei Necaxas altem Erzrivalen Atlante. Für die Atlantistas gelang ihm am 11. August 2002 auch sein erster Treffer in der höchsten mexikanischen Spielklasse, doch kam sein Kopfballtor in der 89. Minute zum 2:3-Anschlusstreffer gegen Deportivo Toluca zu spät, als dass seine Mannschaft noch einen Punkt hätte retten können. Wichtiger war daher sein „Doppelpack“ am 29. September 2002 im Heimspiel gegen die UANL Tigres, das 2:2 endete. Sein viertes und letztes Tor in seiner in dieser Hinsicht erfolgreichsten Halbsaison – der Apertura 2002 – erzielte Baños beim 2:2-Auswärtspunkt gegen den Club San Luis zum zwischenzeitlichen 1:1 in der 47. Minute.
Sein letztes Tor in der Primera División gelang ihm am 20. Januar 2007 für seinen nächsten Verein CF Monterrey in der allerletzten Minute zum 1:0-Endstand gegen den nordmexikanischen Rivalen Santos Laguna.
Sein besonderer Förderer war der Trainer Miguel Herrera, der ihn im Sommer 2002 zu Atlante holte, als er selbst dort Trainer wurde und ihn zwei Jahre später mit nach Monterrey nahm, als er zu den Rayados wechselte. Als Herrera Monterrey im Sommer 2007 verließ, ging auch Baños.
Auch nach seiner aktiven Laufbahn setzte sich die Zusammenarbeit der beiden Freunde fort, denn seit 2008 war bzw. ist Baños bei allen vier Vereinen, die Herrera seither trainierte, als sein Assistenztrainer im Einsatz.

## Erfolge
- Mexikanischer Meister: 1995/96